# Dragon New Warm Mountain I Believe in You
Dragon New Warm Mountain I Believe in You — пятый студийный альбом американской группы Big Thief, вышедший 11 февраля 2022 года в виде двойного альбома на лейбле 4AD Records. Продюсером альбома выступил барабанщик группы Джеймс Кривченя. В альбом вошли 20 песен, которые были записаны в течение пяти месяцев в пяти разных местах по всей территории США. Альбом был поддержан шестью синглами.
После выхода альбом получил всеобщее признание критиков и вошёл в сороковку лучших на нескольких территориях, включая Австралию, Германию, Ирландию, Португалию, Новую Зеландию, США и Великобританию; он достиг первой десятки в чартах альбомов в Бельгии и Нидерландах. Альбом был номинирован на 65-й ежегодной церемонии премии Грэмми в категории лучший альтернативный альбом.

## История
Продюсером альбома Dragon New Warm Mountain I Believe in You выступил барабанщик Джеймс Кривченя, который и придумал концепцию его записи. В конце 2019 года, находясь в отеле в Копенгагене, Кривченя представил группе концепцию, согласно которой они отправятся в четыре разных места: Апстейт Нью-Йорк, каньон Топанга в Калифорнии, пустыня Сонора в Аризоне и горы Колорадо. Они будут записываться в четырёх разных студиях с четырьмя разными звукоинженерами, и в каждое место они поедут с определённым звуковым планом в голове. Намерением Кривчени было запечатлеть полное выражение авторства Ленкера и группы на одном альбоме. Продюсирование Кривчени также знаменует собой первый альбом группы, не спродюсированный их давним сотрудником Эндрю Сарло.

## Запись
Группа записывалась в течение пяти месяцев, в результате чего было создано 45 полных песен, которые в итоге были отредактированы до 20 треков альбома. В результате пандемии COVID-19 группа первоначально проводила карантин в лесу Вермонта в течение двух недель в июле 2020 года. Первая сессия проходила в июле и августе 2020 года на студии Сэма Эвиана Flying Cloud Recordings в Апстейт-Нью-Йорке. Вторая сессия была проведена с Шоном Эвереттом в октябре 2020 года в Five Star Studios в Топанга, Калифорния.

## Релиз и продвижение
22 апреля 2021 года Ленкер объявил о серии сольных гастролей в ноябре и декабре 2021 года. 11 мая 2021 года Big Thief объявили даты североамериканского тура на сентябрь и октябрь 2021 года. 8 июня 2021 года группа объявила о европейском туре с января по март 2022 года. Однако даты европейского тура были перенесены.
10 августа 2021 года Big Thief выпустили песни «Little Things» и «Sparrow». Эти синглы стали первой новой музыкой группы с момента выхода сингла 2020 года «Love in Mine», ауттейка с альбома Two Hands. 7 сентября 2021 года группа выпустила ещё одну песню под названием «Certainty», а 6 октября — ещё одну, под названием «Change». Они также объявили о планах североамериканского турне, запланированного на апрель и май 2022 года.
В ноябрьском номере журнала Mojo за 2021 год Big Thief раскрыл планы по выпуску 20-трекового двойного альбома в начале 2022 года. 16 ноября 2021 года группа подтвердила название альбома Dragon New Warm Mountain I Believe in You и запланировала его выход на 11 февраля 2022 года. «Time Escaping» был выпущен в качестве сингла в тот же день. 14 декабря 2021 года Big Thief выпустил синглы «No Reason» и «Spud Infinity». 19 января 2022 года «Simulation Swarm» был выпущен в качестве финального сингла альбома.

## Отзывы
| Совокупная оценка | Совокупная оценка |
| Источник          | Оценка            |
| ----------------- | ----------------- |
| AnyDecentMusic?   | 8.4/10            |
| Metacritic        | 88/100            |
| Оценки критиков   |                   |
| Источник          | Оценка            |
| AllMusic          | [ 28 ]            |
| And It Don't Stop | A                 |
| Exclaim!          | 9/10              |
| The Independent   | [ 31 ]            |
| Mojo              | [ 32 ]            |
| NME               | [ 33 ]            |
| Pitchfork         | 9.0/10            |
| Rolling Stone     | [ 2 ]             |
| The Times         | [ 34 ]            |
| Uncut             | 9/10              |

Альбом получил положительные отзывы музыкальных критиков и интернет-изданий. На сайте Metacritic, который присваивает нормализованную оценку из 100 баллов рецензиям музыкальных критиков, альбом получил средний балл 88, что означает «всеобщее признание», на основании 26 рецензий.
Дав Dragon New Warm Mountain… оценку «A», ветеран критики Роберт Кристгау высказался о лирике, а музыку счёл значительным улучшением по сравнению с предыдущими альбомами группы, особенно в мелодике и гитарных качествах: «Не утратив призрачной фирменной деликатности Ленкер, Big Thief здесь более громкий и грохочущий». Рецензент Pitchfork Энди Куш назвал альбом «20-песенным эпиком калейдоскопической изобретательности, поразительной красоты и отвязного юмора, выходящим далеко за рамки их предыдущих работ». Питер Уоттс из Uncut назвал альбом «знаковым», написав, что «гений Адрианны Ленкер полностью расцвёл на этом монументальном двойном LP, который органично сочетает её неоднозначные мелодии и захватывающие повествования с тоской по классической американе и инди-роком группы». Итан Шанфельд из Variety отметил «дух экспериментаторства» альбома, написав: «Если бесплотный фолк U.F.O.F. и приземлённый инди-рок Two Hands обозначили каждый конец звукового спектра Big Thief, Dragon представляет собой совершенно новую ось». Джеймс МакНейр из Mojo оценил «восхитительные амбиции» альбома, но раскритиковал отсутствие стилистической целостности, так как временами он раздражает. Хелен Браун из The Independent сочла его превосходящим многие «арт-фолк-рокерские» аналоги группы, похвалив «ищущий взгляд со стороны и причудливые лирические решения» Ленкер, а также её «пучеглазое чутьё на запоминающиеся мелодии». Каэлен Белл из Exclaim! был впечатлён звуковым разнообразием, отметив, что песни «скорее беседуют, чем конкурируют, связанные почти мифическим симбиозом группы и прочным почерком Ленкер. Её песни растягиваются, завязываются и испаряются по всей пластинке, утопая в инструментах и эффектах в „Time Escaping“ и „Flower of Blood“, чтобы затем быть вычищенными, обнажёнными как день в завораживающих „The Only Place“ или „Promise Is a Pendulum“». В рецензии для No Depression Джон Амен сказал, что этот альбом показывает Ленкер как «одну из самых одарённых мелодисток, тонко разносторонних певиц и раскрепощённых лириков своего поколения», демонстрируя «энциклопедическое усвоение и существенное изменение конфигурации различных жанров и поджанров, а также стилей производства от lo-fi до hi-fi, от гаражного до небесного».

### Итоговые списки
В конце 2022 года Dragon New Warm Mountain… появился в нескольких профессиональных списках лучших альбомов года. Кроме того, песня «Little Things» заняла пятнадцатое место в списке «100 лучших песен 2021 года», составленном журналом Pitchfork. В августе 2021 года песня была удостоена звания «Лучший новый трек» от Pitchfork, который отметил: «Big Thief совершенствуют свою природную способность превращать мимолётные моменты в безудержное повествование».
| Публикация           | Список                        | Ранг | Ссылка |
| -------------------- | ----------------------------- | ---- | ------ |
| And It Don't Stop    | Dean’s List: 2022             | 3    | [ 40 ] |
| The Atlantic         | The 10 Best Albums of 2022    | 2    | [ 41 ] |
| Billboard            | The 50 Best Albums of 2022    | 33   | [ 42 ] |
| Entertainment Weekly | The 10 best albums of 2022    | 4    | [ 43 ] |
| Exclaim!             | 50 Best Albums of 2022        | 3    | [ 44 ] |
| NME                  | The 50 best albums of 2022    | 24   | [ 45 ] |
| NPR Music            | The 50 Best Albums of 2022    | 4    | [ 46 ] |
| Paste                | The 50 Best Albums of 2022    | 1    | [ 47 ] |
| Pitchfork            | The 50 Best Albums of 2022    | 7    | [ 48 ] |
| Rolling Stone        | The 100 Best Albums of 2022   | 35   | [ 49 ] |
| Uncut                | The Top 75 Albums of the Year | 5    | [ 50 ] |

## Награды и номинации
Альбом был номинирован на премию Грэмми.
| Grammy Awards | Grammy Awards                             | Grammy Awards                           | Grammy Awards | Grammy Awards |
| Год           | Номинированная работа                     | Категория                               | Результат     | Ссылка        |
| ------------- | ----------------------------------------- | --------------------------------------- | ------------- | ------------- |
| 2023          | «Certainty»                               | Лучшее исполнение альтернативной музыки | Номинация     | [ 12 ]        |
| 2023          | Dragon New Warm Mountain I Believe in You | Лучший альтернативный альбом            | Номинация     | [ 12 ]        |

## Список композиций
Слова и музыка всех песен — Адрианны Ленкер, кроме указанных.
| №                   | Название                                    | Длительность |
| ------------------- | ------------------------------------------- | ------------ |
| 1.                  | «Change»                                    | 4:55         |
| 2.                  | «Time Escaping»                             | 3:48         |
| 3.                  | «Spud Infinity»                             | 5:34         |
| 4.                  | «Certainty» (Ленкер, Бак Мик)               | 3:07         |
| 5.                  | «Dragon New Warm Mountain I Believe in You» | 4:43         |
| 6.                  | «Sparrow»                                   | 5:11         |
| 7.                  | «Little Things»                             | 5:44         |
| 8.                  | «Heavy Bend»                                | 1:36         |
| 9.                  | «Flower of Blood»                           | 4:24         |
| 10.                 | «Blurred View»                              | 4:06         |
| 11.                 | «Red Moon»                                  | 4:19         |
| 12.                 | «Dried Roses»                               | 2:35         |
| 13.                 | «No Reason»                                 | 3:47         |
| 14.                 | «Wake Me Up to Drive»                       | 3:43         |
| 15.                 | «Promise Is a Pendulum»                     | 4:12         |
| 16.                 | «12,000 Lines»                              | 2:59         |
| 17.                 | «Simulation Swarm»                          | 4:12         |
| 18.                 | «Love Love Love»                            | 4:13         |
| 19.                 | «The Only Place»                            | 3:14         |
| 20.                 | «Blue Lightning»                            | 3:51         |
| Общая длительность: | Общая длительность:                         | 80:13        |

| №                   | Название                                            | Длительность |
| ------------------- | --------------------------------------------------- | ------------ |
| 21.                 | «Dragon New Warm Mountain I Believe in You» (Тусон) | 5:58         |
| 22.                 | «Light Is as Is»                                    | 3:02         |
| Общая длительность: | Общая длительность:                                 | 89:30        |

## Участники записи
- Адрианн Ленкер — гитара, вокал (все треки)
- Бак Мик — гитара, вокал (1, 4, 13, 16, 19)
- Макс Олеарчик — бас, вокал (13)
- Джеймс Кривченя — барабаны, вокал (1, 6, 13), перкуссия

## Чарты
| Чарт (2022)                                  | Высшая позиция |
| -------------------------------------------- | -------------- |
| Австралия (ARIA)                             | 19             |
| Австрия (Ö3 Austria)                         | 35             |
| Бельгия/Фландрия (Ultratop)                  | 6              |
| Бельгия/Валлония (Ultratop)                  | 60             |
| Канада (Canadian Albums Chart)               | 91             |
| Дания (Hitlisten)                            | 22             |
| Нидерланды (Album Top 100)                   | 6              |
| Франция (SNEP)                               | 108            |
| Германия (Offizielle Top 100)                | 24             |
| Ирландия (Irish Albums Chart)                | 22             |
| Новая Зеландия (RMNZ)                        | 21             |
| Португалия (AFP)                             | 15             |
| Шотландия (Scottish Albums Chart)            | 5              |
| Испания (PROMUSICAE)                         | 52             |
| Швеция (Vinyl Albums, Sverigetopplistan)     | 10             |
| Швейцария (Schweizer Hitparade)              | 35             |
| Великобритания (UK Albums Chart)             | 15             |
| Великобритания (UK Independent Albums Chart) | 5              |
| США (Billboard 200)                          | 31             |
| США (Billboard Independent Albums)           | 3              |
| США (Billboard Top Alternative Albums)       | 3              |
| США (Billboard Top Rock Albums)              | 3              |